# Acacia alliacea
Acacia alliacea é uma espécie de leguminosa do gênero Acacia, pertencente à família Fabaceae.